# Clairfelt
Clairfelt var en svensk adlig ätt härstammande från Gustaf Mauritz Armfelts (1757–1814) illegitime son med den parisiska skådespelerskan demoiselle L'Eclair, Mauritz Clairfelt.

## Historik

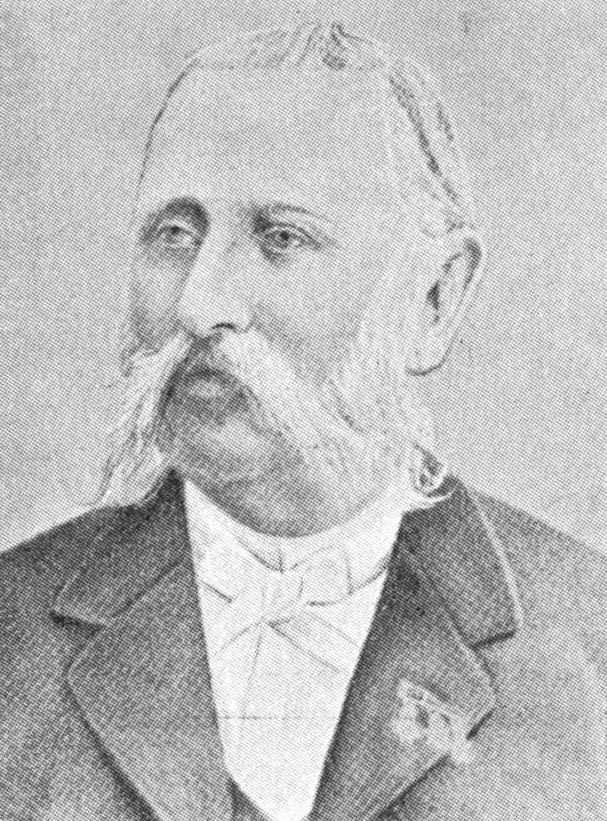
Kapten Mauritz Clairfelt (1821-1908).

Mauritz Clairfelt (1780–1841), generalmajor. Upphöjdes 1816 i svenskt adligt stånd (introducerad på riddarhuset under nr 2241). Hette Clairfelt även innan dess.
Gift med Emelie Fredrika Aurora De Geer (1782–1828). Äktenskapet upplöstes.
Barn i 1:a äktenskapet:
- Julie Eugenia Emilia Aurora (1813–1825)

Gift 2:a gången 1820 med friherrinnan Amalia Sophia Oxenstierna af Eka och Lindö (1790–).
Barn i 2:a äktenskapet:
- Mauritz Gabriel (1821–1908), kapten vid Södra skånska infanteriregementet. Gift med friherrinnan Christina Carolina Augusta Rålamb.
- Carl Eugéne Mauritz (1824–1879), borgmästare och riksdagsman. Gift 1858 med Therèse Clementine Behrling.

Mauritz Gabriels barn:
- - Axel Mauritz (1865–1951), kapten och godsägare. Gift 1912 med Gerda Augusta Paulina Bengtsson (1883–). Med honom utslocknade ätten på svärdssidan 1951.
  - Ebba Maria (1867–). Gift 1911 med Fritz Leopold von Horn af Rantzien, (1865–) i hans andra gifte.

## Blasonering
Vapnets blasonering lyder: En fransk sköld af silfver, hvaruti på en grön mark en stålklädd stridsman med en hvit strussfjäder emellan fyra dylika svarta på hjelmen ses i galopp ridande åt höger på en svartgrå häst med sadelmundering af lika färg, förande i högra handen en till anfall lyft ad gyllene lans och på venstra armen en oval sköld af guld, på hvilken äro fästade upptill an blå femuddig stjerna och nertill en blå tiobladig ros. På skölden hvilar en öppen tornerhjelm, belagd med en af guld och blått sammanvriden hjelmkrans, hvarur uppreser sig en stålklädd, krökt högerarm, hållande bjelkevis i handen Herculis klubba. Skölden omgifves af löf verk, som utvändigt är af guld men innantill blått, och öfver vapnet sväfvar i bågig ställning valspråket: Ma vie au roi, l’honneur à moi, alldeles såsom vapnet här med sina rätta färger afmåladt finnes.